# Steinar Nilsen
Steinar Nilsen (ur. 1 maja 1972 w Tromsø) – norweski trener piłkarski i piłkarz.
Karierę piłkarską rozpoczynał w Tromsø IL, gdzie grał przez 8 lat. Potem przeszedł do A.C. Milan, lecz rozegrał tam tylko pięć meczów i odszedł do SSC Napoli. Przez 4 lata rozegrał tam 53 mecze zdobywając jedną bramkę. W 2002 roku powrócił do swojego pierwszego klubu. W reprezentacji Norwegii rozegrał 2 spotkania.
W 2005 roku próbował sił jako trener Tromsø IL, lecz jeszcze w tym samym roku odszedł. Wrócił w 2006 i zajmował z klubem w kolejnych sezonach Tippeligaen miejsca: 10, 6 i 3. Po sezonie 2008 otrzymał ofertę przejęcia SK Brann, z której skorzystał. Został szkoleniowcem tego klubu 1 stycznia 2009. Był nim przez dwa kolejne sezony.
Jego starszym bratem jest, również znany norweski piłkarz, Roger Nilsen.